# Detlev Alexander von Wenckstern

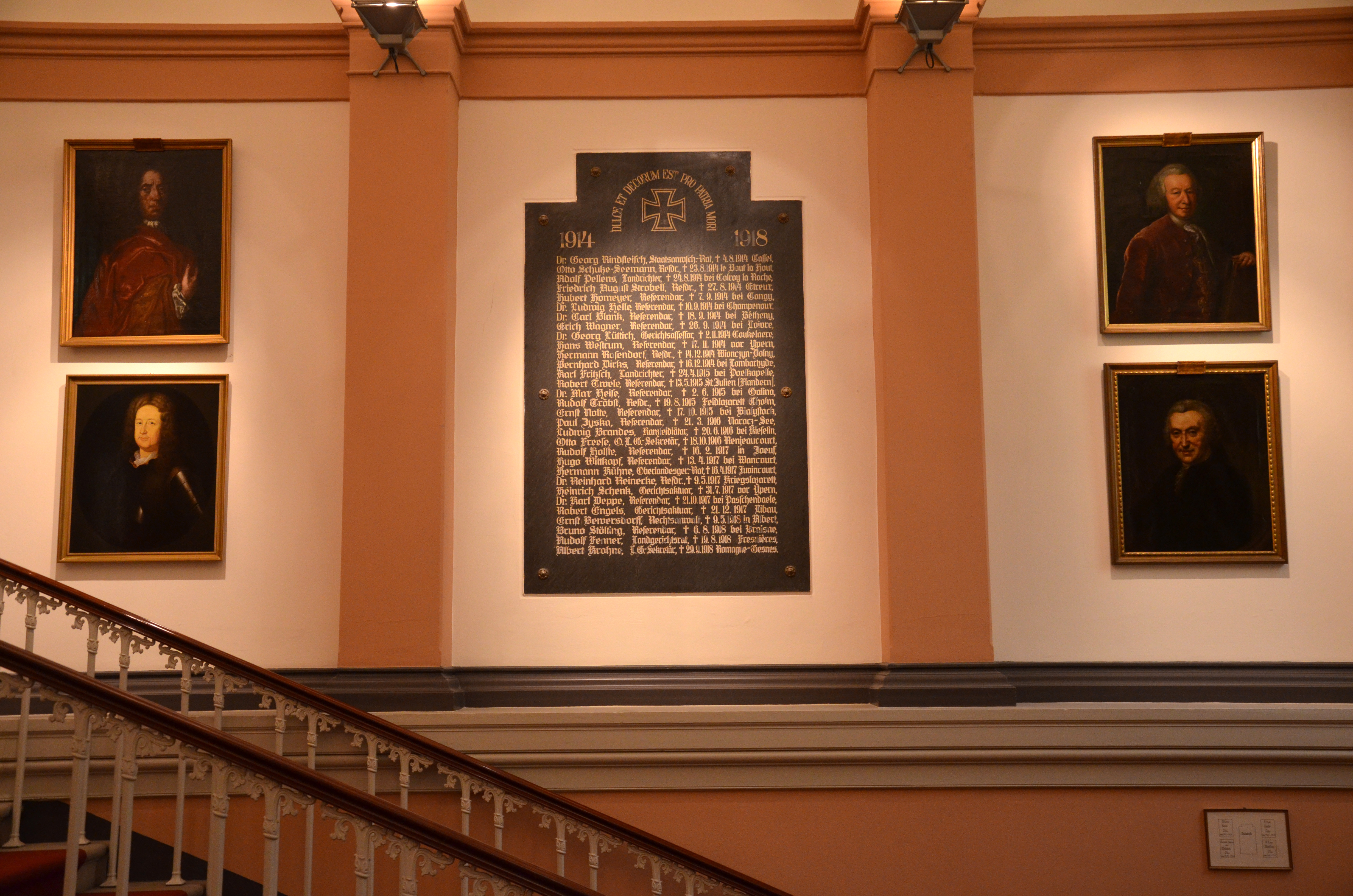
Ölgemälde mit dem Brustbild von Wencksterns (unten rechts) im museal gestalteten Treppenhaus des Hauptgebäudes des heutigen Oberlandesgerichtes Celle

Detlev Alexander von Wenckstern (* 25. August 1708 in Celle; † 13. Februar 1792) war ein deutscher Jurist, Wirklicher Geheimer Rat, Richter, Kammerpräsident und Präsident des Oberappellationsgerichtes in Celle.

## Leben
Detlev Alexander von Wenckstern lebte zur Zeit der Personalunion zwischen Großbritannien und Hannover. Er war um 1779 Königlich Großbritannischer, zur Kurfürstlich Braunschweig-Lüneburgischen Kammer „verordneter Politiker“.
Sein Nachlass ist über die Zentrale Datenbank Nachlässe des deutschen Bundesarchivs erschließbar. Der hannoversche Gesandte am kaiserlichen Hof in Wien Friedrich Alexander von Wenckstern war sein Sohn.

## Schriften
- Erhard Reusch, Albert Andreas von Ramdohr, Julius Carl Schlaeger, Johann Joachim Schmidt, Matthias von Schulenburg, Detlev Alexander von Wenckstern: Historica Narratio De Sacris Saecularibus Quae Fauente Deo Immortali Auspicio Augustissimi Britanniarum Regis Ob Capita Purioris Doctrinae Augustae Vindelicorum Anno MDCCXXX Reparata Sollemni Festoque Ritu Iterum Celebrabat Academia Iulia ..., gewidmet König Georg II. von Großbritannien und Königreich Irland, Helmstedt: Schnoor, 1730; Digitalisat

- Mitverfasser einer Monografie über Ludwig Anton Muratori über die Einbildungskraft des Menschen / Mit vielen Zusätzen herausgegeben von Georg Hermann Richerz, Universitätsprediger in Göttingen; gemeinsam mit Georg Hermann Richerz, Ernst August Wilhelm von dem Bussche; Carl Rudolph August von Kielmannsegge, Gotthelf Dietrich von Ende, Ludwig Friedrich von Beulwitz, Christian Ludwig August von Arnßwaldt, Detlef Alexander von Wenkstern, Johann Friedrich Karl von Alvensleben, Erster Theil, 1785